# Anchotatus difficilis
Anchotatus difficilis är en insektsart som först beskrevs av Mello-leitao 1939.  Anchotatus difficilis ingår i släktet Anchotatus och familjen Proscopiidae. Inga underarter finns listade i Catalogue of Life.